# Oniferi
Oniferi ist eine italienische Gemeinde in der Provinz Nuoro in der Region Sardinien mit 852 Einwohnern (Stand 31. Dezember 2023).
Oniferi liegt 20 km östlich von Nuoro.
Die Nachbargemeinden sind: Benetutti (SS), Bono (SS), Orani und Orotelli.
Nahe der SS131 liegen die Domus de Janas von Brodu und Sas Concas.

## Einzelnachweise

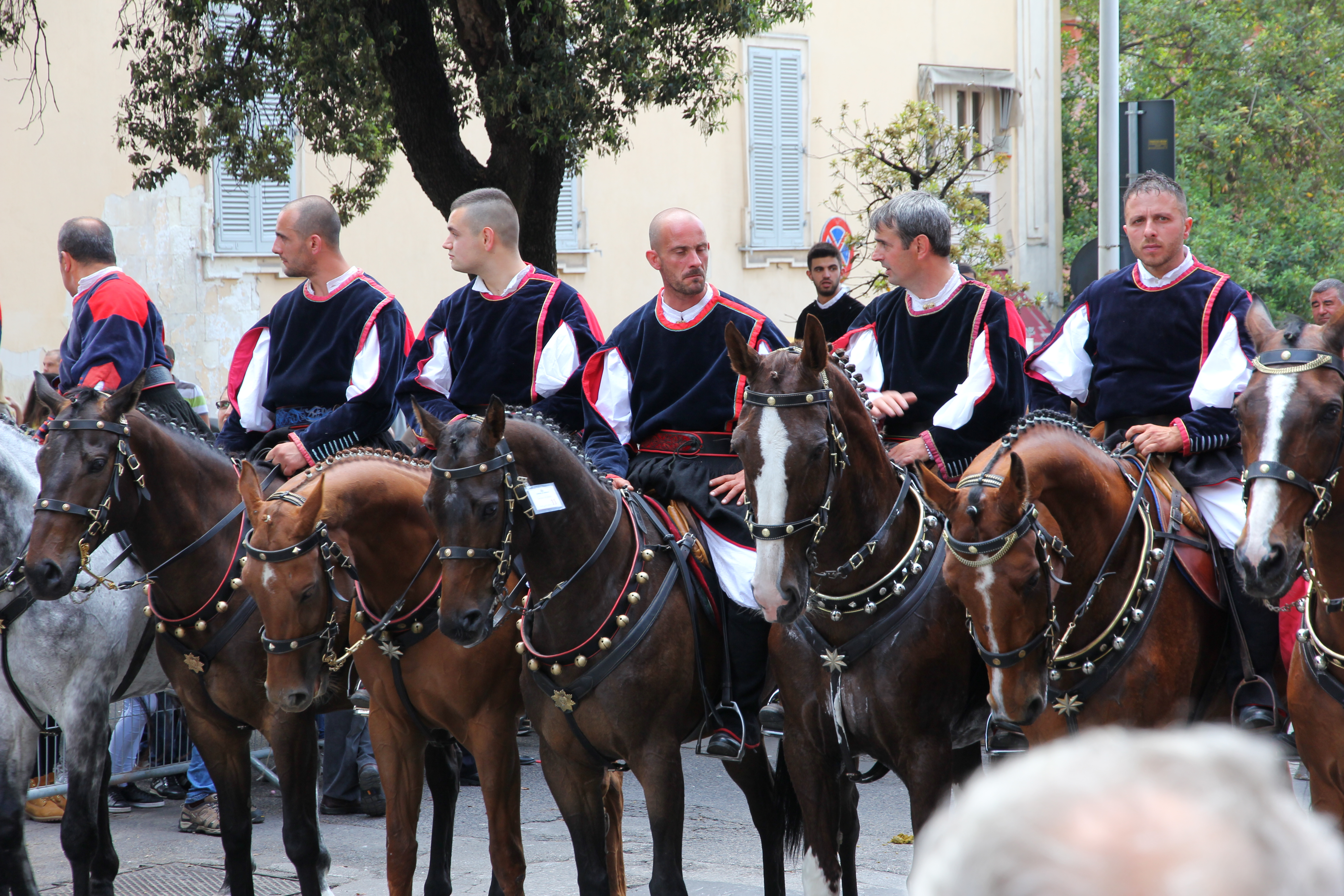
Traditionelle Tracht